# Arboridia apicalis
Arboridia apicalis är en insektsart som först beskrevs av Nawa 1913.  Arboridia apicalis ingår i släktet Arboridia och familjen dvärgstritar. Inga underarter finns listade i Catalogue of Life.